# Dilophus flavicornis
Dilophus flavicornis är en tvåvingeart som beskrevs av Edwards 1938. Dilophus flavicornis ingår i släktet Dilophus och familjen hårmyggor. Inga underarter finns listade i Catalogue of Life.